# Marina Diatchenko
Marina Iourievna Diatchenko-Chirchova (en russe : Марина Юрьевна Дяченко-Ширшова ; en ukrainien : Марина Юріївна Дяченко-Ширшова, Maryna Iouriïvna Diatchenko-Chyrchova), née le 23 janvier 1968 à Kiev, est une auteure de science-fiction et actrice ukrainienne.

## Biographie
Née le 23 janvier 1968 à Kiev, elle fait ses études à l'Institut de théâtre de la ville.
Elle est actrice dans En avant, pour les trésor de l'Hetman de Vadim Castelli en 1993, où elle joue Mariïka.
Elle est enseignante à l'Institut de théâtre de Kiev et co-écrit plus de vingt-cinq romans et nouvelles avec son mari Sergueï. Depuis 2013, elle vit en Californie.
Pour leur roman Vita Nostra, ils reçoivent le Prix Imaginales du meilleur roman étranger en 2020 traduit en français. Ils sont récompensés en 1996 et 2005 par la Convention européenne de la science-fiction.

## Œuvres en français
- Numérique, traduction Denis E. Savine,  (EAN 9791036000768), L'Atalante.
- Vita Nostra, traduction Denis E. Savine,  (EAN 9791036000195), L'Atalante.
- La caverne, traduction Antoinette Roubichou-Stretz,  (EAN 9782226190857), Albin Michel.
- Le messager du feu, traduction Antoinette Roubichou-Stretz,  (EAN 9782226243553), Albin Michel.